# 2007年美國職棒大聯盟選秀
2007年美國職棒大聯盟選秀為大聯盟第43屆選秀，在美國時間6月7日至8日舉行。坦帕灣光芒隊的大衛·普萊斯為該年首輪選秀狀元。最後50輪選秀，總共選出了1,453名球員。

## 第一輪選秀
|  | = 入選美國職棒大聯盟全明星賽的球員 |
|  | = 尚未於大聯盟出賽的球員           |

| 選秀順位 | 球員            | 球隊             | 位置   | 畢業學校                    |
| -------- | --------------- | ---------------- | ------ | --------------------------- |
| 1        | 大衛·普萊斯     | 坦帕灣光芒       | 左投   | 范德堡大學                  |
| 2        | 麥克·穆斯塔卡斯 | 堪薩斯市皇家     | 游擊手 | Chatsworth高中              |
| 3        | 賈許·維特斯     | 芝加哥小熊       | 三壘手 | Cypress高中                 |
| 4        | 丹尼爾·莫斯克斯 | 匹茲堡海盜       | 左投   | 克萊門森大學                |
| 5        | 麥特·威特斯     | 巴爾的摩金鶯     | 捕手   | 喬治亞理工學院              |
| 6        | 羅斯·狄懷勒     | 華盛頓國民       | 左投   | 密蘇里州立大學              |
| 7        | 麥特·拉博塔     | 密爾瓦基釀酒人   | 外野手 | 佛羅里達大學                |
| 8        | 凱西·維瑟斯     | 科羅拉多洛磯     | 右投   | 范德堡大學                  |
| 9        | 賈羅德·帕克     | 亞利桑那響尾蛇   | 右投   | 諾威爾高中                  |
| 10       | 麥迪森·邦加納   | 舊金山巨人       | 左投   | South Caldwell 高中         |
| 11       | 菲利普·奥蒙     | 西雅圖水手       | 右投   | École secondaire du Versant |
| 12       | 麥特·多明尼茲   | 佛羅里達馬林魚   | 三壘手 | Chatsworth高中              |
| 13       | 畢奧·米爾斯     | 克里夫蘭印地安人 | 一壘手 | Lewis-Clark State大學       |
| 14       | 傑森·海沃德     | 亞特蘭大勇士     | 外野手 | 亨利郡高中                  |
| 15       | 德文·麥索拉科   | 辛辛那提紅人     | 捕手   | 旁蘇托尼高中                |
| 16       | 凱文·阿倫斯     | 多倫多藍鳥       | 游擊手 | Memorial高中                |
| 17       | 布雷克·比文     | 德州遊騎兵       | 右投   | Irving高中                  |
| 18       | 皮特·柯茲馬     | 聖路易紅雀       | 游擊手 | Owasso高中                  |
| 19       | 喬·薩弗里       | 費城費城人       | 左投   | 萊斯大學                    |
| 20       | 克里斯·威斯洛   | 洛杉磯道奇       | 右投   | Midland Christian高中       |
| 21       | J·P·阿倫西比亞  | 多倫多藍鳥       | 捕手   | 田納西大學                  |
| 22       | 提姆·艾爾德森   | 舊金山巨人       | 右投   | Horizon高中                 |
| 23       | 尼克·施密特     | 聖地牙哥教士     | 左投   | 阿肯色大學                  |
| 24       | 麥克·曼恩       | 德州遊騎兵       | 右投   | DeLand高中                  |
| 25       | 亞倫·波瑞達     | 芝加哥白襪       | 左投   | 舊金山大學                  |
| 26       | 詹姆斯·西蒙斯   | 奧克蘭運動家     | 右投   | 加州大學河濱分校            |
| 27       | 瑞克·波瑟羅     | 底特律老虎       | 右投   | Seton Hall預校              |
| 28       | 班·瑞維爾       | 明尼蘇達雙城     | 外野手 | 萊星頓天主教高中            |
| 29       | 溫德爾·費爾利   | 舊金山巨人       | 外野手 | 喬治郡高中                  |
| 30       | 安德魯·布萊克曼 | 紐約洋基         | 右投   | 北卡羅來納州立大學          |

## 第一輪補充選秀
| 選秀順位 | 球員            | 球隊           | 位置   | 畢業學校               |
| -------- | --------------- | -------------- | ------ | ---------------------- |
| 31       | 賈許·史莫克     | 華盛頓國民     | 左投   | 卡爾洪高中             |
| 32       | 尼克·努南       | 舊金山巨人     | 游擊手 | 帕克高中               |
| 33       | 強·吉爾摩爾     | 亞特蘭大勇士   | 三壘手 | Iowa City高中          |
| 34       | 陶德·弗雷澤     | 辛辛那提紅人   | 游擊手 | 羅格斯大學             |
| 35       | 胡里奧·波爾邦   | 德州遊騎兵     | 外野手 | 田納西大學             |
| 36       | 克萊頓·馬頓森   | 聖路易紅雀     | 右投   | 貢扎加大學             |
| 37       | 崔維斯·德亞諾德 | 費城費城人     | 捕手   | 萊克伍德高中           |
| 38       | 布雷特·塞西爾   | 多倫多藍鳥     | 左投   | 馬里蘭大學學院市分校   |
| 39       | 詹姆斯·亞德金斯 | 洛杉磯道奇     | 左投   | 田納西大學             |
| 40       | 凱倫·庫巴奇     | 聖地牙哥教士   | 外野手 | 詹姆斯麥迪遜大學       |
| 41       | 尚恩·杜利托     | 奧克蘭運動家   | 一壘手 | 維吉尼亞大學           |
| 42       | 愛德華·昆茲     | 紐約大都會     | 右投   | 俄勒岡州立大學         |
| 43       | 傑克森·威廉斯   | 舊金山巨人     | 捕手   | 奧克拉荷馬大學         |
| 44       | 尼爾·拉米瑞茲   | 德州遊騎兵     | 右投   | Kempsville高中         |
| 45       | 賈斯汀·傑克森   | 多倫多藍鳥     | 游擊手 | T. C. Roberson高中     |
| 46       | 德魯·庫柏蘭     | 聖地牙哥教士   | 游擊手 | 佩斯高中               |
| 47       | 納坦·凡亞德     | 紐約大都會     | 左投   | 伍德蘭高中             |
| 48       | 賈許·唐納森     | 芝加哥小熊     | 捕手   | 奧本大學               |
| 49       | 麥克·柏傑斯     | 華盛頓國民     | 外野手 | Hillsborough高中       |
| 50       | 魏斯·羅莫       | 亞利桑那響尾蛇 | 右投   | 加州州立大學富勒頓分校 |
| 51       | 查理·寇伯森     | 舊金山巨人     | 游擊手 | 卡爾洪高中             |
| 52       | 麥特·曼吉尼     | 西雅圖水手     | 三壘手 | 奧克拉荷馬大學         |
| 53       | 凱爾·洛茲卡     | 辛辛那提紅人   | 右投   | 南三角洲中等學校       |
| 54       | 湯米·杭特       | 德州遊騎兵     | 右投   | 阿拉巴馬大學           |
| 55       | 尼克·哈加東     | 波士頓紅襪     | 左投   | 華盛頓大學             |
| 56       | 崔斯坦·麥紐森   | 多倫多藍鳥     | 右投   | 路易斯維爾大學         |
| 57       | Mitchell Canham | 聖地牙哥教士   | 捕手   | 俄勒岡州立大學         |
| 58       | 強納森·巴錢諾夫 | 洛杉磯天使     | 右投   | 大學高中               |
| 59       | 柯瑞·布朗       | 奧克蘭運動家   | 外野手 | 奧克拉荷馬大學         |
| 60       | 布蘭登·漢米爾頓 | 底特律老虎     | 右投   | Stanhope Elmore高中    |
| 61       | 艾德·伊斯利     | 亞利桑那響尾蛇 | 捕手   | 密西西比州立大學       |
| 62       | 萊恩·登特       | 波士頓紅襪     | 游擊手 | Wilson Classical高中   |
| 63       | 柯瑞·盧布奇     | 聖地牙哥教士   | 左投   | 俄亥俄州立大學         |
| 64       | 丹尼·佩恩       | 聖地牙哥教士   | 外野手 | 喬治亞理工學院         |

## 補償選秀
1. ↑  因德州遊騎兵簽下藍鳥自由球員法蘭克·卡塔拉諾奧托而得到補償選秀
2. ↑  因休士頓太空人簽下遊騎兵自由球員卡洛斯·李而得到補償選秀
3. ↑  因波士頓紅襪簽下道奇自由球員胡里奧·盧戈而得到補償選秀
4. ↑  因洛杉磯道奇簽下巨人自由球員傑森·施密特而得到補償選秀
5. ↑  因洛杉磯天使簽下遊騎兵自由球員小蓋瑞·馬肅斯而得到補償選秀
6. ↑  因紐約大都會簽下巨人自由球員摩伊西斯·亞路而得到補償選秀
7. ↑  因阿方索·索利安諾離開國民隊而得到額外選秀
8. ↑  因摩伊西斯·亞路離開巨人隊而得到額外選秀
9. ↑  因丹尼斯·巴耶茲離開勇士隊而得到額外選秀
10. ↑  因瑞奇·奧尼利亞離開紅人隊而得到額外選秀
11. ↑  因卡洛斯·李離開遊騎兵隊而得到額外選秀
12. ↑  因傑夫·蘇潘離開紅雀隊而得到額外選秀
13. ↑  因大衛·德勒奇離開費城人隊而得到額外選秀
14. ↑  因賈斯汀·史拜爾離開藍鳥隊而得到額外選秀
15. ↑  因胡里奧·盧戈離開道奇隊而得到額外選秀
16. ↑  因伍迪·威廉斯離開教士隊而得到額外選秀
17. ↑  因貝瑞·齊托離開運動家隊而得到額外選秀
18. ↑  因羅伯托·赫南德茲離開大都會隊而得到額外選秀
19. ↑  因傑森·施密特離開巨人隊而得到額外選秀
20. ↑  因小蓋瑞·馬修斯離開遊騎兵隊而得到額外選秀
21. ↑  因法蘭克·卡塔拉諾奧托離開藍鳥隊而得到額外選秀
22. ↑  因戴夫·羅伯茲離開教士隊而得到額外選秀
23. ↑  因查德·布拉德福德離開大都會隊而得到額外選秀
24. ↑  因胡安·皮埃爾離開小熊隊而得到額外選秀
25. ↑  因荷西·古倫離開國民隊而得到額外選秀
26. ↑  因克雷格·康塞爾離開響尾蛇隊而得到額外選秀
27. ↑  因麥克·史丹頓離開巨人隊而得到額外選秀
28. ↑  因吉爾·米契離開水手隊而得到額外選秀
29. ↑  因史考特·舒恩維斯離開紅人隊而得到額外選秀
30. ↑  因馬克·德羅薩離開遊騎兵隊而得到額外選秀
31. ↑  因阿萊克斯·岡薩雷斯離開紅襪隊而得到額外選秀
32. ↑  因泰德·李利離開藍鳥隊而得到額外選秀
33. ↑  因朴贊浩離開教士隊而得到額外選秀
34. ↑  因亞當·甘迺迪離開天使隊而得到額外選秀
35. ↑  因法蘭克·湯瑪斯離開運動家隊而得到額外選秀
36. ↑  因傑米·沃克離開國民隊而得到額外選秀
37. ↑  因米格爾·巴蒂斯塔離開響尾蛇隊而得到額外選秀
38. ↑  因凱斯·富爾克離開紅襪隊而得到額外選秀
39. ↑  因艾倫·恩波利離開教士隊而得到額外選秀
40. ↑  因萊恩·克萊斯科離開國民隊而得到額外選秀

## 其他著名球員
- 喬丹·齊默爾曼, 第二輪, 67順位被華盛頓國民選走
- 賈恩卡洛·斯坦頓, 第二輪, 76順位被佛羅里達馬林魚選走
- 弗萊迪·弗里曼, 第二輪, 78順位被亞特蘭大勇士選走
- 札克·柯薩特, 第二輪, 79順位被辛辛那提紅人選走
- 奧斯汀·羅邁, 第二輪, 94順位被紐約洋基選走
- 丹尼·達菲, 第三輪, 96順位被堪薩斯市皇家選走
- 強納森·路克羅伊, 第三輪, 101順位被密爾瓦基釀酒人選走
- 丹尼爾·戴斯卡爾索, 第三輪, 112順位被聖路易紅雀選走
- 麥特·哈維, 第三輪, 118順位被洛杉磯天使選走,但未簽約
- 達爾文·巴恩尼, 第四輪, 127順位被芝加哥小熊選走
- 柯瑞·克魯伯, 第四輪, 134順位被聖地牙哥教士選走
- 查理·富布許, 第四輪, 151順位被底特律老虎選走
- 傑克·艾瑞亞特, 第五輪, 159順位被巴爾的摩金鶯選走
- 史蒂夫·西謝克, 第五輪, 166順位被佛羅里達馬林魚選走
- 威爾·米德勒布魯克斯, 第五輪, 174順位被波士頓紅襪選走
- 馬克·澤普辛斯基, 第五輪, 175順位被多倫多藍鳥選走
- 安德魯·羅邁, 第五輪, 178順位被洛杉磯天使選走
- 內特·瓊斯, 第五輪, 179順位被芝加哥白襪選走
- 安東尼·瑞佐, 第六輪, 204順位被波士頓紅襪選走
- 盧卡斯·杜達, 第七輪, 243順位被紐約大都會選走
- 麥特·摩爾, 第八輪, 245順位被坦帕灣魔鬼魚選走
- 葛雷格·霍蘭德, 第十輪, 306順位被堪薩斯市皇家選走
- 大衛·羅, 第十一輪, 336順位被堪薩斯市皇家選走
- 布蘭登·貝爾特, 第十一輪, 348順位被亞特蘭大勇士選走,但未簽約
- 萊恩·普萊斯利, 第十一輪, 354順位被波士頓紅襪選走
- 史蒂芬·沃特, 第十二輪, 365順位被坦帕灣魔鬼魚選走
- 尚恩·凱利, 第十三輪, 405順位被西雅圖水手選走
- 詹姆斯·羅素, 第十四輪, 427順位被芝加哥小熊選走
- 賈許·柯爾門特, 第十五輪, 463順位被亞利桑那響尾蛇選走
- 米契·莫蘭德, 第十七輪, 530順位被德州遊騎兵選走
- 麥特·雷諾茲, 第二十輪, 612順位被科羅拉多洛磯選走
- 克里斯·塞爾, 第二十一輪, 642順位被科羅拉多洛磯選走,但未簽約
- 迪隆·吉伊, 第二十一輪, 663順位被紐約大都會選走
- 亞斯曼尼·葛蘭多, 第二十七輪, 834順位被波士頓紅襪選走,但未簽約
- 塞斯·羅辛, 第二十八輪, 872順位被明尼蘇達雙城選走,但未簽約
- 安德魯·凱許納, 第二十九輪, 877順位被芝加哥小熊選走,但未簽約
- 迪倫·阿克爾羅德, 第三十輪, 927順位被聖地牙哥教士選走
- 克雷格·金布雷爾, 第三十三輪, 1,006順位被亞特蘭大勇士選走,但未簽約
- 德魯·史托倫, 第三十四輪, 1,050順位被紐約洋基選走,但未簽約

### NFL球員選秀
- 丹尼斯·迪克森, 第五輪, 168順位被亞特蘭大勇士選走
- 派特·懷特, 第二十七輪, 838順位被洛杉磯天使選走,但未簽約
- 羅素·威爾遜, 第四十一輪, 1,222順位被巴爾的摩金鶯選走,但未簽約
- 戈登·塔特, 第四十二輪, 1,252順位被亞利桑那響尾蛇選走,但未簽約

## 紀錄
- Ross Detwiler為首位登上大聯盟的2007年選秀球員。[2]
- 大衛·普萊斯為首位入選2010年明星賽先發投手、首位在聯盟冠軍賽及世界大賽亮相及首位拿下賽揚獎的2007年選秀球員。
- 傑森·海沃德為首位入選2010年明星賽非投手球員的2007年選秀球員。
- 瑞克·波瑟羅為首位在該年受邀進行春訓的2007年選秀球員。
- 麥迪森·邦加納為首位在世界大賽贏球的2007年選秀球員，同時他拿下世界大賽MVP。

## 外部連結
- MLB official website（页面存档备份，存于）
- 2007 draft page（页面存档备份，存于） MLB.com
- 2007 Complete Draft Order（页面存档备份，存于） MLB.com
- 2007 Draft Tracker（页面存档备份，存于） MLB.com
- 2007 "Top Ten" MLB draft predictions per Jonathan Mayo（页面存档备份，存于） at MLB.com (16 May 2007)
- 2007 "Top Twenty" MLB draft predictions per Jonathan Mayo（页面存档备份，存于） at MLB.com (23 May 2007)
- 2007 Top 30 Projected Picks per Jonathan Mayo（页面存档备份，存于） at MLB.com (7 June 2007)
- Last Minute Shifts in "Top 30" per Jonathan Mayo（页面存档备份，存于） (7 June 2007)
- Draft rules（页面存档备份，存于） MLB.com
- Draft history（页面存档备份，存于） MLB.com
- Complete draft list（页面存档备份，存于） from The Baseball Cube database

| 前任： Luke Hochevar | 選秀狀元 大衛·普萊斯 | 繼任： 提姆·貝克漢 |